# Marianna Nagy (handebolista)
Marianna Nagy-Gódor (Csorna, 30 de agosto de 1957) é uma ex-handebolista húngara e medalhista de bronze olímpica em 1976.